# Красное (Скадовский район)
Красное (укр. Красне) — село в Скадовской городской общине Скадовского района Херсонской области Украины.
Почтовый индекс — 75720. Телефонный код — 5537. Код КОАТУУ — 6524781001.

## Население
Население по переписи 2001 года составляло 3024 человека.

### Языковой состав
Родной язык населения по данным переписи 2001 года:
| Язык       | Численность, чел. | Доля     |
| ---------- | ----------------- | -------- |
| Украинский | 2 583             | 85,42 %  |
| Русский    | 418               | 13,82 %  |
| Другое     | 23                | 0,76 %   |
| Итого      | 3 024             | 100,00 % |

## Местный совет
75720, Херсонская обл., Скадовский р-н, с. Красное, ул. К. Маркса, 3